# 森の都
森の都（もりのみやこ）は、樹木が多い都市、付近に森林がある都市などを呼ぶ愛称である。類似の愛称には杜の都などがある。
これらの愛称は明治時代から見られるが、まちづくりのキャッチコピーあるいは都市計画の基本理念として公式に用いている市がある。高度経済成長期に急激に都市化が進展して緑地が減少する中、1968年（昭和43年）の都市計画法、1969年（昭和44年）の都市計画法施行令および都市計画法施行規則に基いて、各都市で都市計画が策定された昭和40年代半ば以降、議会の宣言文や条文にも見られるようになった。
また、日本語での森の都（杜の都）に相当する愛称を持つ都市が各国に存在する。

## 森の都
「森の都」を公式な愛称とする都市
- 熊本市（ 日本・熊本県）
1928年（昭和3年）制定の熊本県立第二高等女学校の校歌の歌詞に「森の都」と歌われている[1][2][3]。また、1930年（昭和5年）制定の熊本市歌の歌詞にも「森の都」と歌われている[4]。1972年（昭和47年）10月2日に熊本市議会が「森の都宣言」をした[5]。
- 金沢市（ 日本・石川県）
1932年（昭和7年）に作られた（旧制）第四高等学校中寮寮歌『巍々（ぎぎ）たる』に「森の都」と歌われている[† 1][6]。1974年（昭和49年）6月12日に金沢市議会が「緑の都市宣言」をし、その宣言文中に「森の都金沢」と記されている[7]。

自らを「森の都」と称することがある地方公共団体
- （旧）高田市（ 日本・新潟県上越市）
（旧）高田市は「森の都」または「杜の都」と呼ばれ[8]、新潟県立高田高等学校で戦後占領期から歌われ始めた「高田の四季」の歌詞でも「森の都」とうたわれている[9]。1971年（昭和46年）に高田市は合併して上越市の一部となったが、「（旧）上越市民の歌」の歌詞に高田は「森の都」とうたわれた。現在、高田地区のみならず上越市全体を指して「森の都」「杜の都」と呼ぶ例も見られる[10]。
- 山梨県（ 日本）
「神武天皇祭」と同日開催の愛林日を受け継いだ「全国植樹祭」が、天皇および皇后が出席して1950年（昭和25年）に初めて山梨県甲府市片山恩賜林で開催された[11]。2008年（平成20年）4月1日～6月30日に開催された山梨県デスティネーションキャンペーンにおいて、『本県は都会の人々があこがれる「美しい山の都、森の都」』と表現した[12]ため、観光PRにおいてこの表現がその後も使用されている。

## 類似の愛称
- 「杜の都」 ： 仙台市（ 日本・宮城県）
1909年（明治42年）に初めて「森の都」と記され、1916年（大正5年）に初めて「杜の都」と記れた[13]。1970年（昭和45年）9月22日に市が制定した「公害市民憲章[14]」に「杜の都」と記されて以降、市は同表記を公文書における統一表記として用いている[15]。1936年（昭和11年）発売の二葉あき子『ミス仙台』に歌われた「森の都」、1978年（昭和53年）発売のさとう宗幸『青葉城恋唄』に歌われた「杜の都」により、広く世に知られた。
- 「杜と水の都[16]」 ： 盛岡市（ 日本・岩手県）
盛岡を指す雅称として「杜陵」があり、転じて「杜の都」とも言う。岩手県立盛岡第一高等学校の「学生歌 杜の都」（制定年不明）[17]や盛岡市立城西中学校の校歌（1962年（昭和37年）4月制定）[18][19]には「杜の都」と歌われている。ただし現在、市のウェブサイトでは「杜の都」は使っておらず、「杜と水の都」が使われている。
- 「青い森の都」 ： 青森市（ 日本・青森県）
1986年（昭和61年）の「第三次青森市長期総合計画」の副題に用いられた[20]。
- 「賑わいと安らぎの杜の都」 ： 真庭市（ 日本・岡山県）
平成の大合併で誕生した同市が、まちづくりの総合指針として2006年（平成18年）3月に制定[21]。2009年（平成21年）1月1日制定の真庭市市民憲章では「杜の都 真庭市」とも称し[22]、市の約8割を占める森林を生かした「環境杜市」（かんきょうとし）としての発展を期している[23][24]。

## 英語の愛称
森の都（杜の都）に対応する英語として Forest City や City of Trees がある。これらの英称で呼ばれる都市を以下に列挙する。
| 国             | 州           | 都市           |
| -------------- | ------------ | -------------- |
| アメリカ合衆国 | オハイオ州   | クリーブランド |
| アメリカ合衆国 | メイン州     | ポートランド   |
| アメリカ合衆国 | イリノイ州   | ロックフォード |
| カナダ         | オンタリオ州 | ロンドン       |

| 国             | 州                 | 都市                             |
| -------------- | ------------------ | -------------------------------- |
| アメリカ合衆国 | カリフォルニア州   | サクラメント                     |
| アメリカ合衆国 | カリフォルニア州   | バーリンゲーム                   |
| アメリカ合衆国 | カリフォルニア州   | クレアモント                     |
| アメリカ合衆国 | カリフォルニア州   | チコ                             |
| アメリカ合衆国 | カリフォルニア州   | ウッドランド                     |
| アメリカ合衆国 | アイダホ州         | ボイシ                           |
| アメリカ合衆国 | オハイオ州         | ケント                           |
| アメリカ合衆国 | ミシガン州         | デトロイト                       |
| アメリカ合衆国 | ミシガン州         | ハイランド・パーク               |
| アメリカ合衆国 | ニューヨーク州     | バッファロー                     |
| アメリカ合衆国 | ニューヨーク州     | ブルックリン区（ニューヨーク市） |
| カナダ         | ノバスコシア州     | ハリファックス                   |
| オーストラリア | 南オーストラリア州 | アデレード                       |